# Manfred
Manfred is een mannelijke voornaam, oorspronkelijk afkomstig uit de alemannische variant van het Duits. De naam is afgeleid van man (man) en fridu (vrede, veiligheid), die dus 'man van de vrede' betekent. Een variant van de naam is Manfried. 

## Manfred als voornaam
- Manfred Burgsmüller, een Duitse voetballer
- Manfred Donike, een Duitse scheikundige
- Manfred Eigen, een Duitse scheikundige
- Manfred Freitag, een Duitse schaker
- Manfred Gerlach, een Duitse politicus
- Manfred de Graaf, een Nederlandse acteur
- Manfred Kets de Vries, een Nederlandse psychoanaliticus
- Manfred Kokot, een Duitse sprinter
- Manfred Korfmann, een Duitse archeoloog
- Manfred Krug, een Duitse acteur
- Manfred Kyber, een Duitse schrijver
- Manfred Langer, een Amsterdamse horeca-ondernemer
- Manfred Mann, een Zuid-Afrikaanse musicus
- Manfred von Richthofen, een Duitse oorlogsvlieger
- Manfred Rommel, zoon van een Duitse generaal
- Manfred Schneider, een Duitse componist
- Manfred Schüttengruber, een Oostenrijkse voetbalscheidsrechter
- Manfred van Athene, Infante van het koninkrijk Sicilië
- Manfred, koning van Sicilië
- Manfred Sternberger, een Oostenrijkse componist
- Manfred Stohl, een Oostenrijkse rallyrijder
- Manfred Winkelhock, een Duitse autocoureur
- Manfred Wörner, een Duitse politicus
- Manfred Zapf, een Duitse voetballer en voetbalcoach

## Van Manfred afgeleid
- Bartolommeo Manfredi, een Italiaanse kunstschilder

## Manfred in de kunst
Manfred is een invloedrijk leesdrama uit 1817 van Lord Byron. Hierop gebaseerd componeerde Robert Schumann in 1848 de orkestouverture Manfred en Pjotr Iljitsj Tsjaikovski in 1885 de Manfred-symfonie. 